# Producción integrada

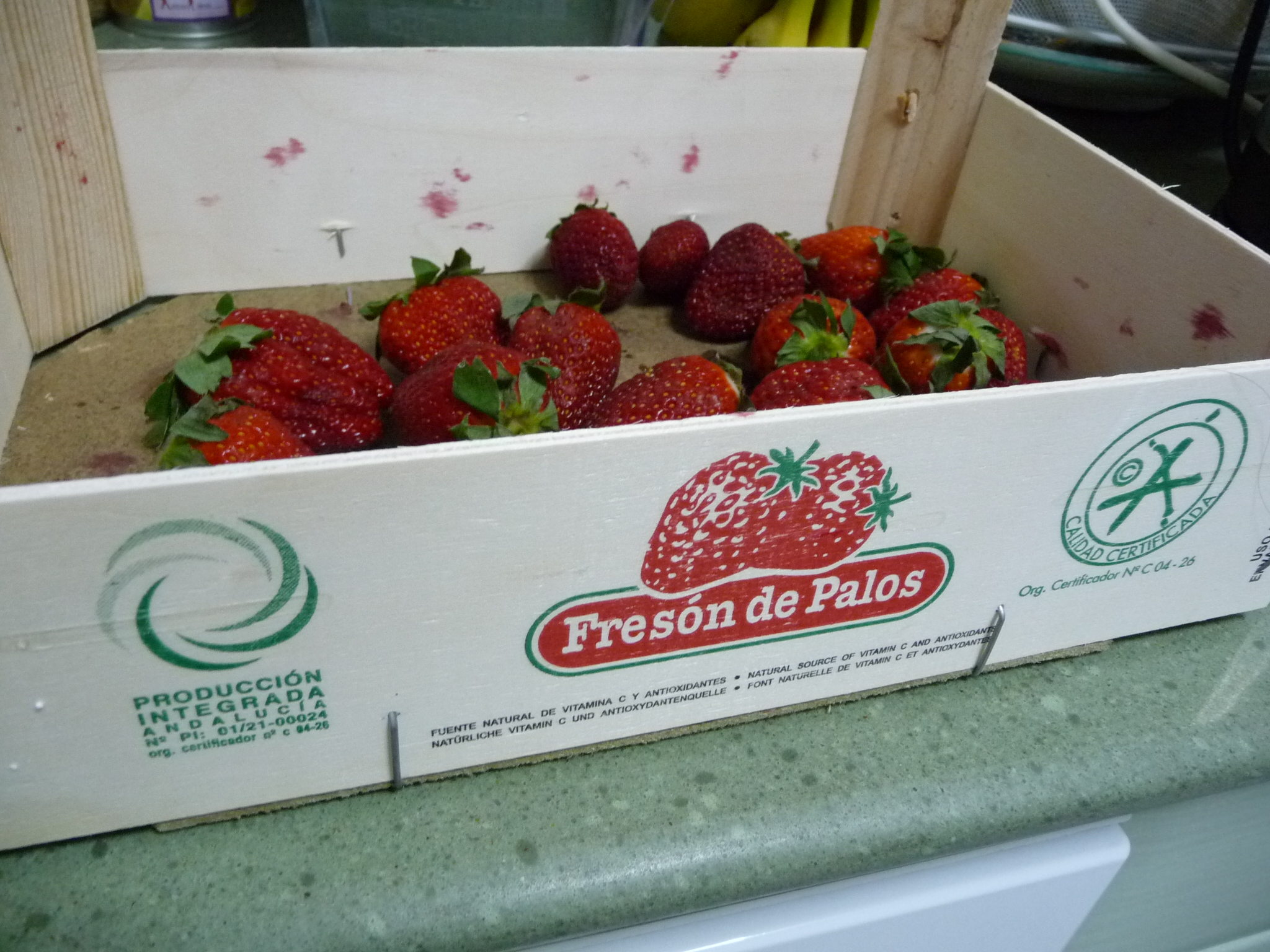
Caja de fresas con el sello de producción integrada

La Producción Integrada (PI), a veces llamada Agricultura Integrada, es un sistema de producción agraria que utiliza prácticas compatibles con la protección y mejora del medio ambiente, los recursos naturales, la diversidad genética y la conservación del suelo y el paisaje.
La PI es un sistema de producción agraria a medio camino entre la agricultura ecológica y la agricultura industrial o convencional. La Producción Integrada, a diferencia de la Producción Ecológica, permite la utilización de productos agroquímicos de síntesis (abonos, pesticidas., etc), si bien se busca hacer un uso mínimo de los mismos, y este está restringido en las Normas Técnicas específicas de producción para cada cultivo, y sólo permitida si no existen otras alternativas viables. Es un tipo de producción intermedio entre la agricultura industrial o convencional y la agricultura ecológica.
Tiene su origen en la lucha biológica e integrada de plagas, y de esta la idea siguió extendiéndose a otras facetas del manejo del cultivo, hasta llegar a lo que hoy es conocido como agricultura integrada.
La Organización Internacional de la Lucha Biológica e Integrada (OLIB) define la producción integrada como «Un sistema agrícola de producción de alimentos que utiliza al máximo los recursos y los mecanismos de regulación naturales y asegura, a largo plazo, una agricultura viable y sostenible. En ella los métodos biológicos, las técnicas de cultivo y los procesos químicos son escogidos con esmero, buscando un equilibrio entre el medio ambiente, la rentabilidad y las exigencias sociales».
Tiene especial importancia en España en el sector de frutas y hortalizas y olivar. Los productos cultivados bajo este sistema responden a las demandas de los consumidores, cada vez más comprometidos con el medio ambiente y más exigentes con la calidad y la seguridad alimentaria. Además de garantizar una calidad tanto interna como externa del producto, cada vez más demandada por la sociedad, con este tipo de producción se consigue una reducción de pesticidas y otras sustancias químicas, un mejor manejo de las distintas labores y el momento adecuado de realizarlas.

## Regulación
En España su regulación se efectúa a través del Real Decreto 1201/2002, de 20 de noviembre de 2002.